# Anthracothorax viridigula
Anthracothorax viridigula là một loài chim trong họ Trochilidae.